# Littérature néerlandaise des XVIIe et XVIIIe siècles
 (mai 2024).
La littérature néerlandaise des XVIIe et XVIIIe siècles comprend l'ensemble des œuvres écrites aux XVIIe et XVIIIe siècles par des auteurs des anciens Pays-Bas ou de langue néerlandaise. 

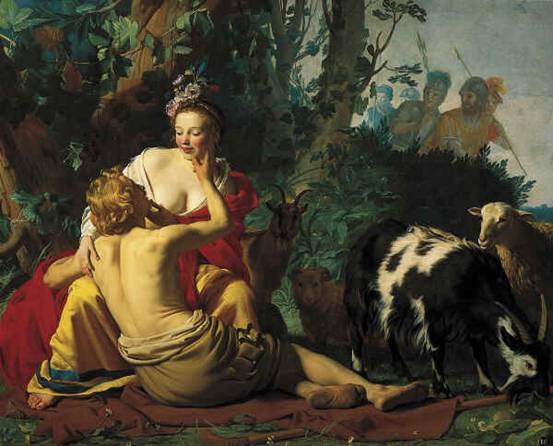
Gerrit van Honthorst, Granida en Daifilo, tableau inspiré par la pièce de Pieter Corneliszoon Hooft, 1625, Musée central, Utrecht.

## Introduction

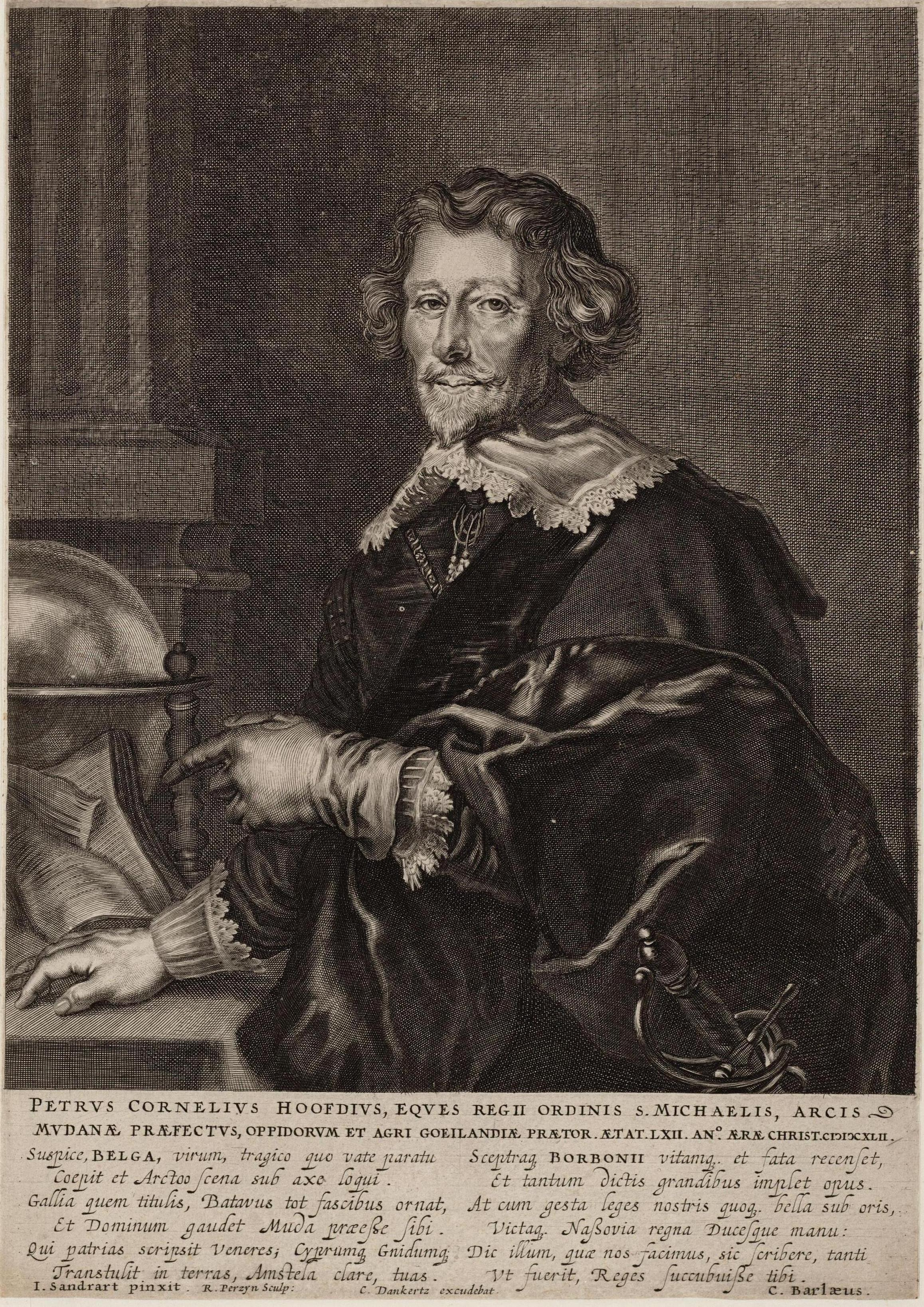
Portrait gravé de Pieter Corneliszoon Hooft, de 1642, d’après un tableau de Joachim von Sandrart, gravé par Reinier van Persijn, publié par Peeter Danckerts de Rij.

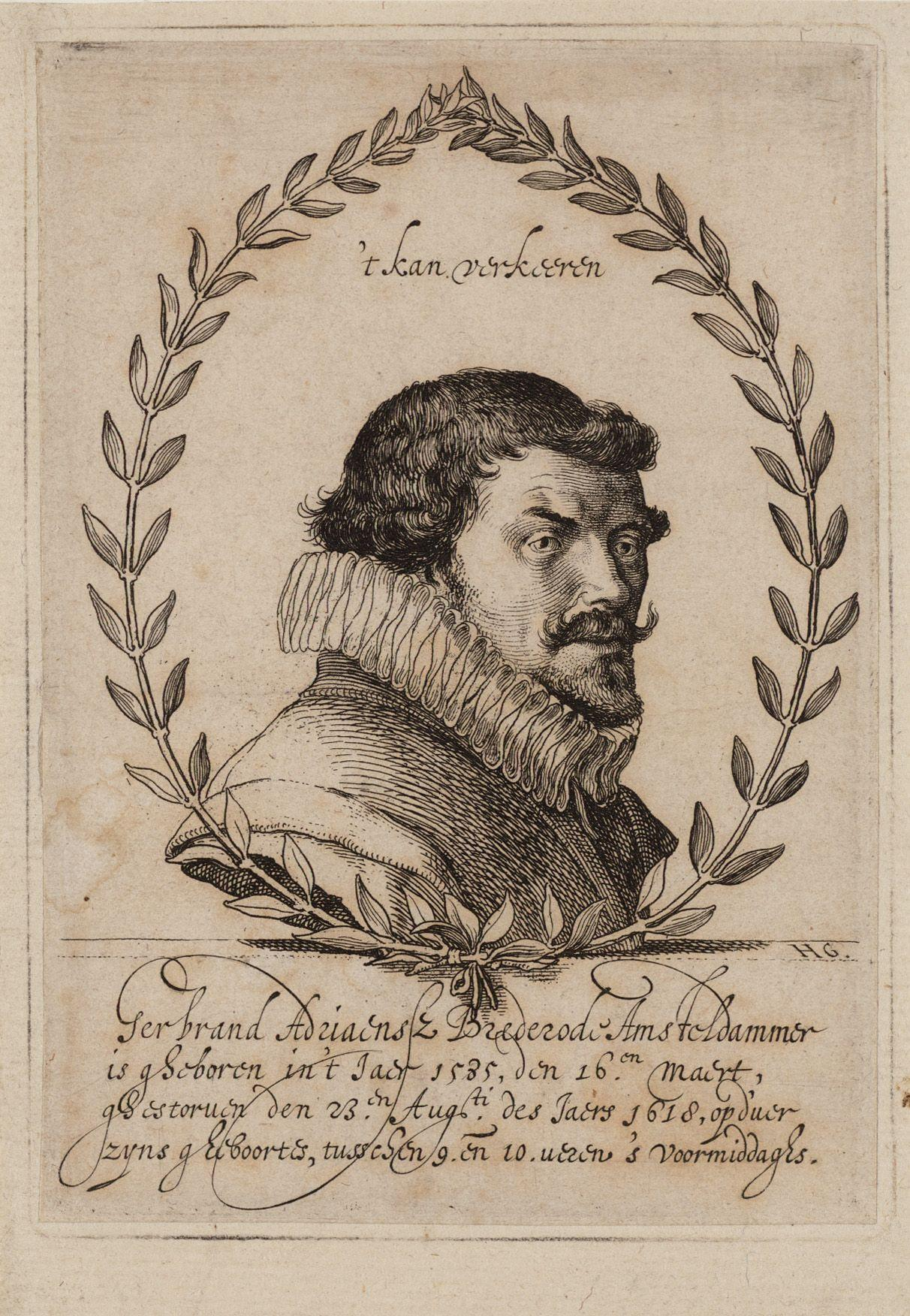
Reproduction d’après une gravure, représentant Gerbrand Adriaenszoon Bredero.

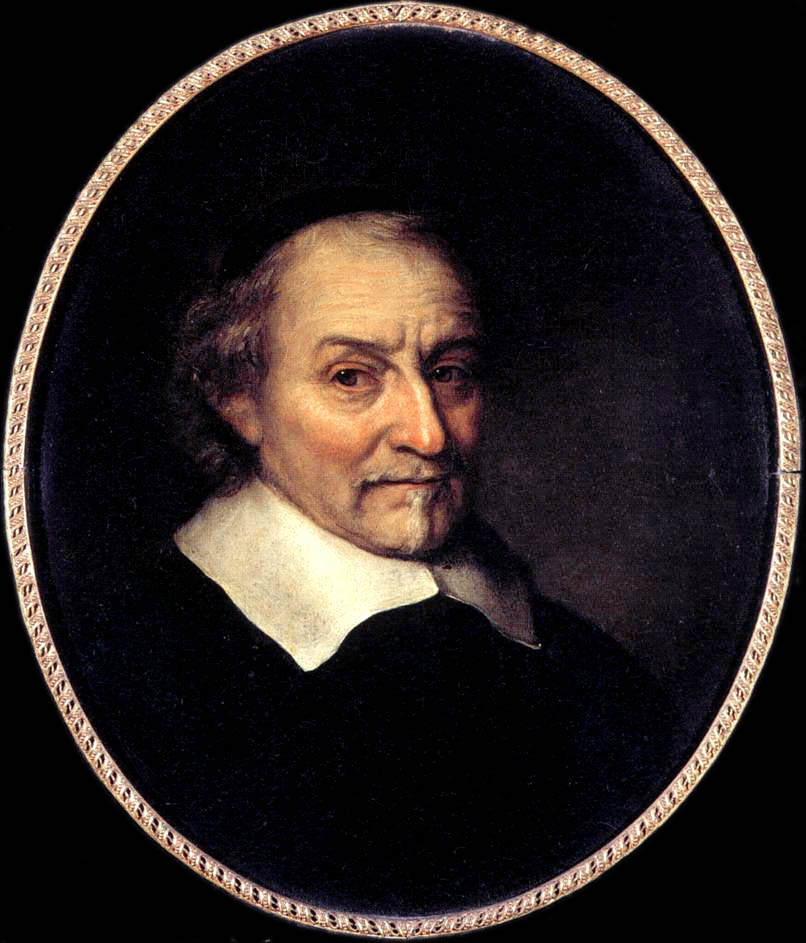
Portrait de Joost van den Vondel, de 1665, par Philips Koninck, Amstelkring Museum, Amsterdam.

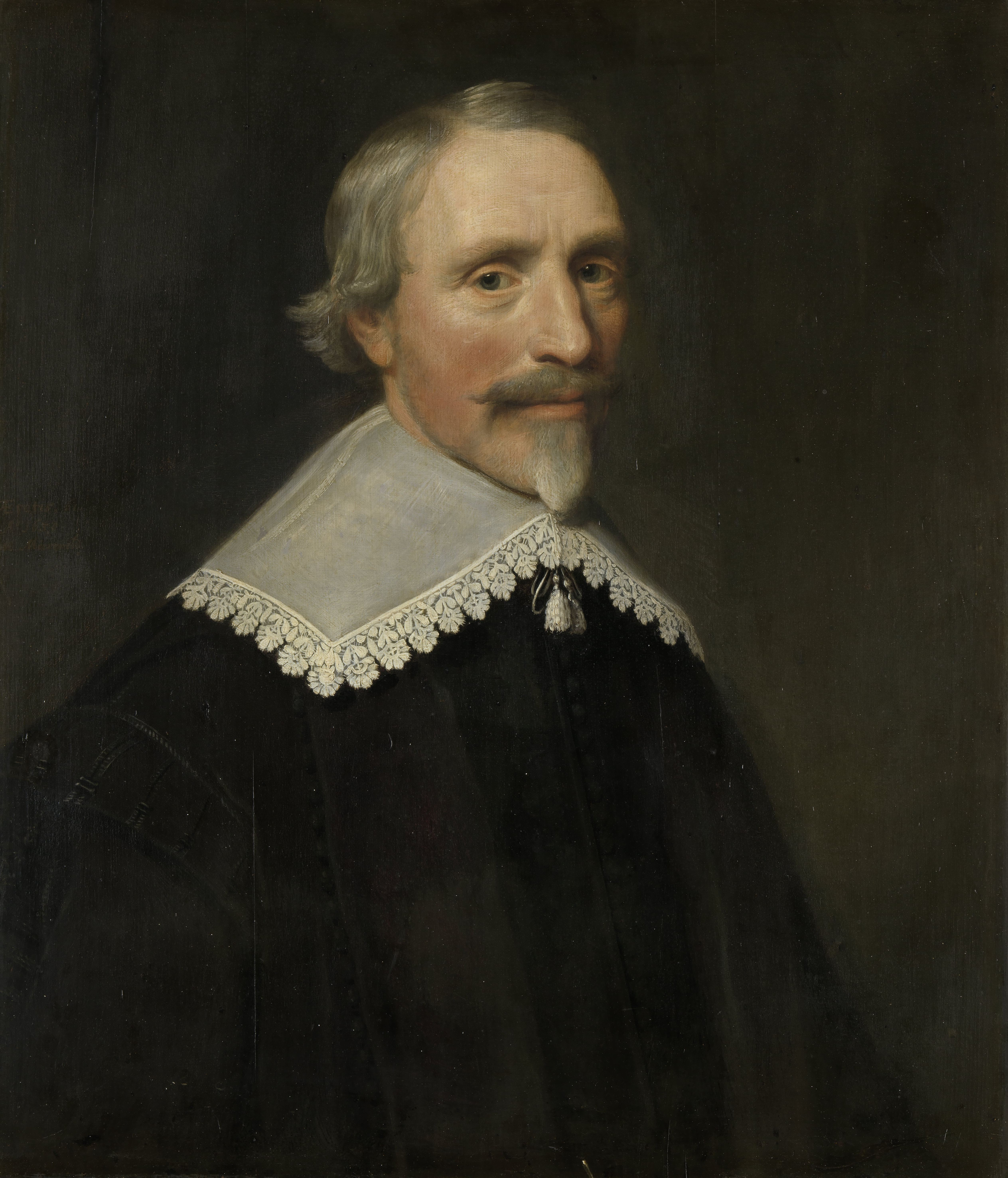
Portrait de Jacob Cats, de 1639, par Michiel Jansz. van Mierevelt.

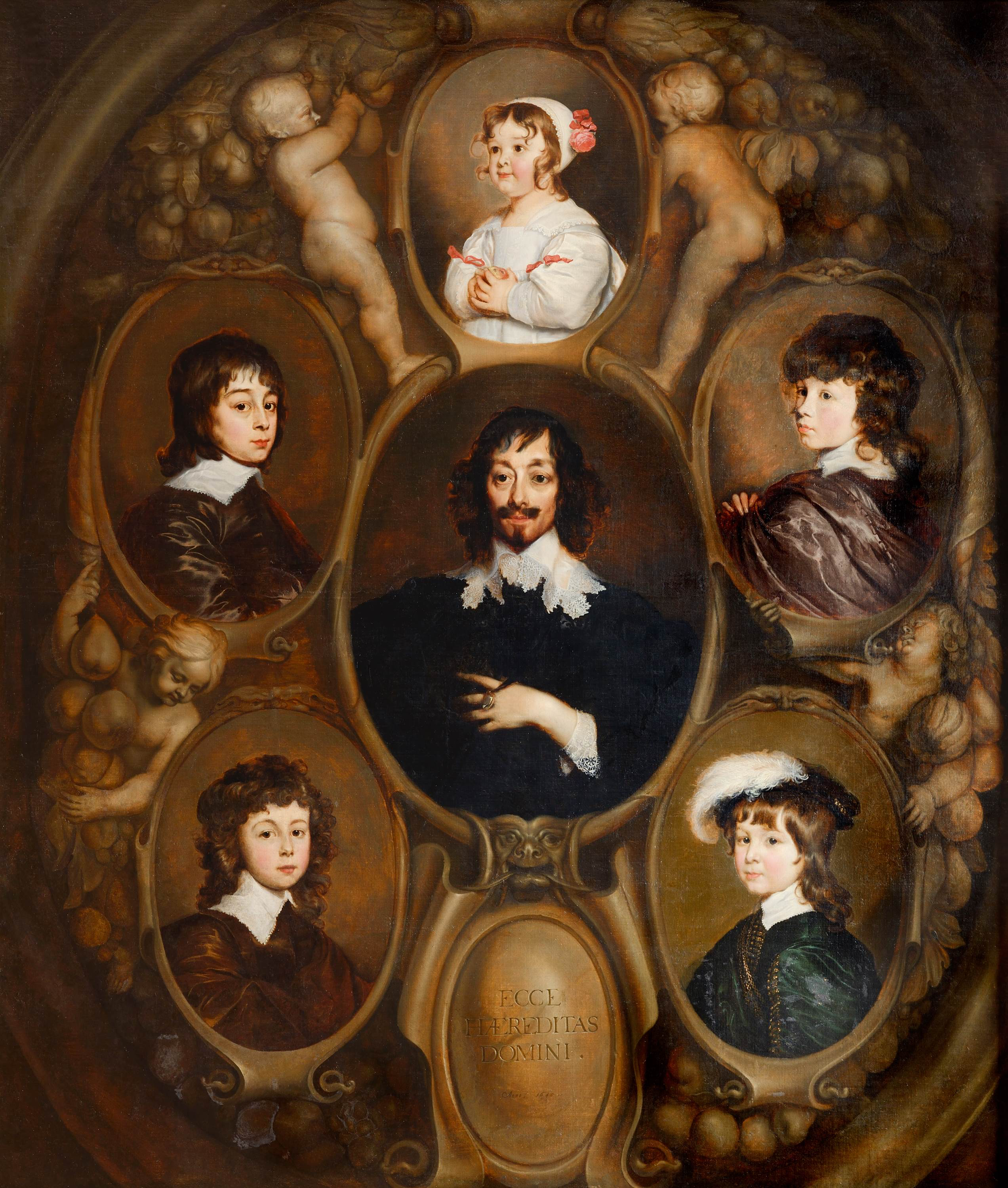
Constantin Huygens et ses enfants, peints par Adriaen Hanneman, Mauritshuis, La Haye.

Alors que les chambres de rhétorique des Pays-Bas méridionaux menaient une existence languissante et que l'intérêt des masses se limitait presque exclusivement à la littérature populaire spirituelle et profane, la République aux Pays-Bas septentrionaux connaissait une vie littéraire variée, mais de courte durée quant à la qualité.
Dans la première moitié du XVIIe siècle, l’activité littéraire se concentrait dans différentes villes, en particulier à La Haye (Huygens, Westerbaen), à Leyde (Daniel Heinsius), en Zélande (Philibert van Borsselen, le jeune Cats et Simon van Beaumont), à Dordrecht (Cats, alors âgé) et à Rotterdam (Oudaen, Antonides van der Goes et Dullaert). Pourtant, on peut dire que la vie littéraire se concentrait surtout à Amsterdam. À la fin du XVIe siècle, la « vieille » chambre de rhétorique (De Egelantier, dont la devise est In Liefde Bloeyende) attirait les notables de la ville. Coornhert, Spiegel, Roemer Visscher et C.P. Hooft y donnaient le ton. Vers 1585, les réfugiés des Pays-Bas méridionaux ont fondé la chambre de Brabant (Het Wit Lavendel, dont la devise est : Wt levender Jonste) ; elle comptait parmi ses membres Zacharias Heyns, Abraham de Koning et le jeune Vondel.
En partie à cause de discordes au sein de cette société (en particulier au sujet des conceptions de l'art dramatique de Coster et du romantique Rodenburgh), en partie pour, à Amsterdam, faire concurrence à l'université de Leyde, le Dr Samuel Coster a fondé, en 1617, la première académie néerlandaise (Eerste Nederduytsche Academie), populairement appelée : l’Académie de Coster. Cette institution, à laquelle C.P. Hooft, Bredero et Vondel s'étaient associés, aurait dû se développer en une université complète ayant le néerlandais comme langue d'enseignement, mais l'action des prédicateurs a empêché l'élaboration de ce plan libertaire, ce qui fait qu'elle a dû limiter ses activités à des représentations dramatiques. Fusionnée avec la vieille chambre, elle est devenue, en 1635, la chambre d'Amsterdam (Amsterdamsche Camer). Deux ans plus tard, un premier théâtre a été construit et inauguré par la représentation du Gysbregt van Aemstel de Vondel. Après la rénovation et l'agrandissement de ce théâtre en 1664, le populaire Jan Vos a reçu l'honneur d'y voir jouer une de ses pièces. Cette évolution est caractéristique du goût populaire changé.
En dehors des activités formelles de ce type d'associations, des écrivains et des artistes se réunissaient à la maison de campagne de Spiegel, Meethuyzen, dans la maison de Roemer Visscher ou chez Hooft, au Muiderslot (surtout dès 1627). À ce dernier cercle informel appartenaient, entre autres, Huygens, Vondel, Reael, les savants Gerard Vossius et Caspar van Baerle, la chanteuse Francisca Duarte, Maria Tesselschade, le secrétaire de la ville d'Amsterdam Daniel Mostaert et le beau-frère de Hooft Laurens Baeck.
Le cercle poétique Nil Volentibus Arduum (« à cœur vaillant, rien d'impossible »), fondé en 1669, se tournait vers le classicisme français, mais son formalisme était peu propice à stimuler l'originalité de ses adeptes. Ce n'était qu'au milieu du XVIIIe siècle, cependant, que les sociétés littéraires ont commencé à prospérer. C'était aussi l'époque des écrits « spectatorials » ; des revues s’inspirant du modèle rationaliste anglais. 
En fait, le prédicat siècle d'or n'est applicable qu'à la période entre 1610 et 1666. Cette qualification, par laquelle on a voulu souligner l'essor de l'économie et des arts aux Pays-Bas septentrionaux, ne désigne aucunement un style unitaire en littérature. Les écrits montrent un certain nombre de caractéristiques différentes, parfois diamétralement opposées.

## Les grands courants trouvent un écho

### La Renaissance
L'attitude de l'homme et de l'artiste a changé : il se rend bien compte de sa propre valeur. L'individu vient donc au premier plan. Ainsi, la lyrique interprète des sentiments très personnels (comme dans les poèmes d'amour de Harduwijn, Hooft, Bredero et Luyken), et cela sous une forme artistique (comme dans le sonnet). On glorifie les grandes personnalités (Vondel : Johannes, de boetgezant ; G. Brandt : Vondel, Hooft et De Ruyter). La conscience nationale se manifeste par des poèmes lyriques (Vondel, Huygens), ainsi que par des drames (Hooft : Geeraerdt van Velsen et Baeto, Vondel : Gysbreght et De Leeuwendalers).
Les auteurs puisent l'inspiration dans l'Antiquité classique (Hooft : Achilles en Polyxenia, Vondel : Palamedes). On traduit la littérature grecque et latine (Vondel), l'imagerie regorge d'éléments mythologiques, la prose est modelée sur celle des grands exemples, comme Cicéron et Tacite (Hooft). Les règles apprises, principalement de Sénèque, s'appliquent aux spectacles : l'unité de lieu, de temps et d'action, les danses appelées reien, la prédilection pour l'action racontée plutôt que représentée, les apparitions d’esprits ; en général, on préfère versifier en alexandrins. Les jouissances de la vie sont glorifiées (Bredero, Hooft). Néanmoins, les conceptions plutôt païennes sont compensées par un sentiment religieux. De nouveaux genres trouvent des disciples enthousiastes : le livre d'emblèmes, la correspondance en prose littéraire (Hooft), les biographies (Brandt), l'historiographie (Hooft), les réflexions théoriques sur la langue et les lettres (Vondel) et l’essai (R. Verstegen), la poésie arcadique et les romans (Johan van Heemskerck), les pastorales (Hooft : Granida, et Vondel : De Leeuwendalers)...

### Baroque
Le Baroque est d'abord un courant dans les arts visuels, une continuation de la Renaissance et, en même temps, une réaction contre elle. En partie, on retrouve ses caractéristiques également dans la littérature : l'émotion puissante, le pompeux et la surcharge, l'éclat obtenu grâce à l'emploi de tous les moyens de la langue, les conflits violents entre le bien et le mal. Le baroque est l'art de la Contre-Réforme. Il n'est donc pas étonnant de voir le converti Vondel devenir le poète néerlandais le plus dynamique du style baroque. Pourtant, parfois les poètes protestants, eux aussi, déploient les émotions dans un langage baroque (D. Heinsius, Revius, Dullaert, J. de Decker et Antonides van der Goes).

### L'inspiration romantique
L'inspiration puisée dans la matière et dans les formes de l'Antiquité classique, qui mènera la Renaissance à la rigidité du classicisme, ne plait pas à tous les artistes désirant plus de liberté. Ils trouvent les intrigues de leurs pièces dans des romans et des récits populaires, comme ceux écrits par les auteurs espagnols. Ils n'admirent pas moins les drames élisabéthains, importés aux Pays-Bas par les acteurs itinérants anglais. Ils ne dissimulent nullement leurs sentiments et laissent libre cours à leur inspiration. Ils respectent moins les règles classiques et cherchent des effets, répondant ainsi au goût populaire (Bredero, Rodenburgh et Jan Vos).

### Les vestiges du Moyen Âge
La plupart des auteurs restent attachés à la tradition : au début, ils appartiennent aux chambres de rhétorique, ne se détachant que peu à peu des conceptions anciennes. Comme à l'époque des rhétoriciens, le drame est le genre littéraire qu'on estime le plus. La moralité est remplacée par la tragédie. La chanson n'est pas moins pratiquée que dans les siècles précédents : la plus grande partie des œuvres lyriques conservées du XVIIe siècle étaient destinées à être chantées. Le genre médiéval de la farce existe toujours et, même quand la comédie est vêtue d'un habit classique, elle se souvient de son passé par l'élaboration populaire et par les différentes scènes (Coster, Bredero, Hooft, Huygens, Ogier et De Swaen). Même dans les tragédies, on retrouve des éléments médiévaux (Lucifer de Vondel suit, dans l'acte final, la conception des jeux de mystères). Trop souvent, la didactique, qui avait envahi la beauté à la fin du Moyen Âge, produit un effet inhibiteur (Cats, Huygens et Poirters).

### L'expérience religieuse
Plus que jamais, la Réforme et la Contre-Réforme ont promu la théologie biblique et l'expérience religieuse personnelle au rang de thèmes littéraires (Vondel, De Harduwijn, Camphuysen, Revius, Stalpart van der Wielen, Dullaert et Luyken).

## Les Pays-Bas septentrionaux
La classification, en quatre sections ci-dessous, suit le développement aux Pays-Bas septentrionaux, après quoi, on aborde les Pays-Bas méridionaux.

### Précurseurs: Hooft, Bredero, Vondel, Cats & Huygens
Cinq poètes dépassent, de loin, leur époque : Hooft, Bredero, Vondel, Cats et Huygens. Les trois premiers étaient de véritables artistes. Les deux derniers ont été appréciés autant qu'eux ; ils maîtrisaient parfaitement la technique de versification, mais, en général, la poésie ne représentait pour eux pas plus que l'occasion de se détendre, sinon un instrument d'apprentissage et de moralisation. Ils montrent clairement que le jugement d'une certaine époque ne reste pas valable pour l'éternité. L'activité littéraire s'est déployée entre 1610 et 1625. Dans ce contexte, il est frappant de constater qu'on faisait peu de cas de Vondel à cette époque, son art n'ayant atteint la maturité que très tard.

#### Le théâtre à Amsterdam

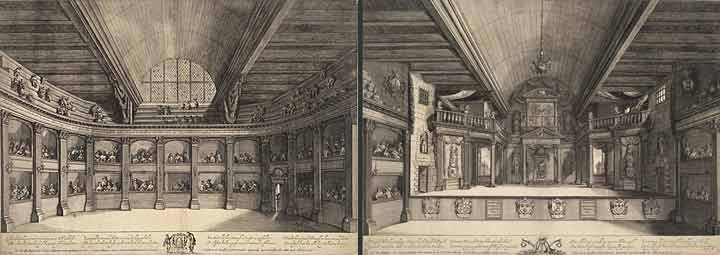
Gravure de 1658 par Salomon Savery, représentant l'intérieur du théâtre d’Amsterdam, construit par Jacob van Campen en 1637.

Dans le développement du théâtre à Amsterdam, un rôle majeur a été joué par Rodenburgh, par Coster et par Vos. 
- Le chevalier Theodoor Rodenburgh (Anvers ?, vers 1578-1644)

Rodenburgh, un diplomate et homme d'affaires, pour les opinions plus affranchies qu'il s'est faites en Angleterre et en Espagne au sujet de l’art dramatique, est entré en conflit avec les Amstellodamois qui juraient par Sénèque. Contre Coster et les siens et, en même temps, en défense de la « vieille chambre », il a écrit Eglentiers-Poëtens-Borstweringh (1619), une adaptation de la Defence of Poesy de Philip Sidney. Il a écrit des pastorales, entre autres Den trouwen Batavier (probablement écrite en 1601 et imprimée en 1617), d’après le Pastor Fido de Guarini. En outre, on connaît de lui des pièces romantiques selon des modèles étrangers, notamment Cassandra (1617), d’après Lope de Vega, Wraeckgierigers treur-spel (1618), Vrou Jacoba (1638). S’il réussissait à charmer le public par une action vive et variée, il lui manquait, toutefois, l’équilibre du grand artiste.
- Dr Samuel Coster (Amsterdam, 1579-1665)

Coster était le fondateur de la « première académie néerlandaise » (Eerste Duytsche Academie, 1617). Il excellait dans les comédies, Teeuwis de Boer (représentée en 1612, imprimée en 1627), les jeux Tiisken van der Schilden (1613) et Van de Rijckeman (1615). Ses tragédies sont influencées par Sénèque : Ithys (1615), Iphigenia (1617), Isabella (1619) et Polyxena (1619). Bien qu'aspirant au classique, il n'a pu échapper à la superficialité, et il avait recours à des effets bon marché, employant un tas d'éléments horribles. Dans Iphigenia, il critique les prédicateurs contre-remonstrants. Dans ses dernières années, il ne s'est presque plus occupé de la littérature.
- Jan Vos (Amsterdam, 1610-1667)

Vos obtenait de grands succès au milieu du siècle ; en 1647, il est même devenu régent du théâtre d'Amsterdam. Il devait sa célébrité à Aran en Titus (1641), une pièce où il traite le même sujet que Shakespeare dans son Titus Andronicus. Une autre tragédie est Medea (1665). Il n'a obtenu pas moins d'applaudissements pour la comédie Oene (1642). Passionnément, il dépeint des scènes horribles : meurtres, agressions, etc. Ses effets spéciaux scéniques (Konst en vliegwercken) posent des exigences techniques élevées.

#### Contemporains

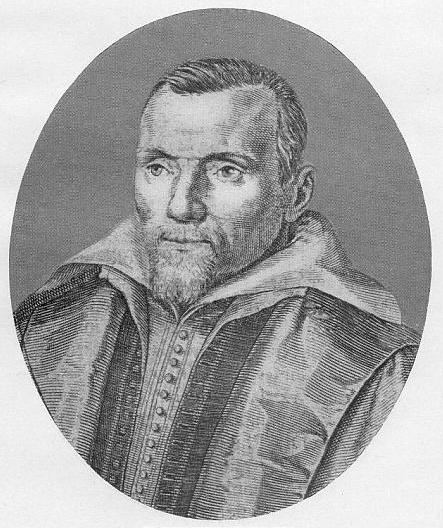
Portrait gravé de Daniel Heinsius.

Quelques auteurs restés dans l'ombre, c'est-à-dire Stalpart van der Wielen, Camphuysen et Revius, méritent qu'on s'attarde sur les vers purs avec lesquels ils ont écrit sur des sujets religieux.
Appartenant à la même génération :
- Simon van Beaumont (1574-1664) a écrit de belles histoires d'amour pour l'anthologie De Zeeuwsche Nachtegael (1623), par lesquelles il a voula, avec Cats et d'autres poètes de Zélande, prouver son talent à la Hollande.
- Daniel Heinsius (1580-1655), un savant philologue et célèbre professeur de Leyde, a pratiqué le genre du livre d'emblèmes. Ses Nederduytsche Poemata (1616) le font connaître comme un poète de la Renaissance, inspiré par l'exemple des auteurs classiques. Par son éloge de Jésus-Christ (Lof-Sanck van Jesus Christus, 1616), il introduit la poésie baroque aux Pays-Bas. Les œuvres latines et grecques de Heinsius étaient reconnues à l'étranger.
- Jan Jansz. Starter (1593-1626), un esprit inquiet comme Bredero est devenu célèbre par plusieurs pièces de théâtre et un recueil de poèmes dans la veine de Bredero et Hooft : De Friesche Lusthof (1621)
- Jacob Westerbaen (1599-1670), un protestant fervent, a acquis sa renommée, comme Huygens, comme poète par des œuvres moralisantes : Noodsaeckelyck Mal (1624) en Ockenburg  (1653).
- Johan Van Heemskerk (1597-1656) a écrit un roman pastoral particulier : Batavische Arcadia (1647).

#### Mi-XVIIesiècle
Les auteurs du milieu du XVIIe siècle ont subi encore plus directement l'influence des poètes de premier ordre, en particulier de Vondel, Hooft et Huygens. Le disciple le plus aimé de Vondel était Antonides van der Goes (1647-1684). Il a imité le style poétique de son maître, mais il lui manque son éclat. On connaît de lui Ijstroom (1671), une ode emphatique à Amsterdam et l'IJ. Dans le même esprit baroque nous situons : Reyer Anslo, Joannes Vollenhove, Jeremias de Decker, Joachim Oudaen et Geeraert Brandt. Ce dernier a aussi une valeur exceptionnelle en tant que prosateur. Johan Six van Chandelier, Jan Six et Mattheus Tengnagel, pratiquaient une poésie plus réaliste et plus moraliste, comme le fit Huygens. La poésie d'amour ludique de Hooft a été suivie par Daniel Jonctijs et Johan van Broekhuyzen. Le plus grand artiste de cette génération a été le pieux Herman Dullaert qui était presque inconnu en son temps. Il est remarquable que la plupart de ces poètes étaient attirés par des thèmes religieux et par une splendeur baroque qui tombait facilement dans l'exagération emphatique.

#### Vers 1700
Luyken conclut le siècle par des poèmes raffinés dans deux grands genres : la poésie d'amour et la littérature pieuse.
Au début du siècle suivant, il n'y avait que Hubert Poot à produire des vers vifs et naturels, où ne manquent pas les réminiscences habituelles à la Renaissance.

### Les sociétés littéraires et le développement ultérieur de l'art dramatique
En 1660, Lodewijk Meijer, Andries Pels et d'autres ont créé la première société poétique : Nil Volentibus Arduum (« à cœur vaillant, rien d'impossible », 1669-1679). Il est évident que l'accent y était mis sur la volonté d'écrire, sur la compétence et le travail. La finition, le polissage des vers, l'apparence étaient l'essentiel. L'artiste était soumis à des règles fixes. On admirait le classicisme français. L’Art poétique de Boileau était étudié diligemment, et on traduisait les drames de Racine, Corneille et Molière. Des pièces, déjà traduites, étaient « améliorées », parce que les vers devaient être aussi polis que possible. Dans la seconde moitié du XVIIIe siècle, des sociétés littéraires se constituaient dans de nombreux endroits, par exemple : Crescunt Minima à Leyde (1759), devenue en 1766 la Société de la littérature néerlandaise. Ces sociétés s’occupaient moins de la scène que de la poésie. 
Pas tout le monde acceptait les diktats esthétiques à la fin du XVIIe siècle et au début du XVIIIe siècle. Tout comme Rodenburg et Jan Vos au début et au milieu du XVIIe siècle, Thomas Asselijn (1620-1701) ne pouvait se conformer aux normes établies par Nil Volentibus Arduum. D'abord, il a écrit plusieurs tragédies de moindre importance ; mais après cela, il s'est distingué par quelques comédies et farces populaires quoique osées, qui ne sont pas sans rappeler Bredero, comme Jan Klaasz, of gewaande Dienstmaagd (1682) et Kraam-bed of kandeel-maal van Saartje Jans, vrouw van Jan Klaasz (1684).
Pieter Bernagie (1656-1699), auteur de farces et comédies moralisantes, entre autres De belachelijke Joncker (1684), Het studente-leven (1684), en Het huwelijk sluyten (1685), et plusieurs tragédies, y compris Arminius (1686), a obtenu beaucoup de succès. Bernagie et le jeune Pieter Langendijk, non à l'abri des exemples français et des règles classiques, ont pourtant réussi à conférer à leurs pièces un ton propre, poursuivant ainsi, avec succès, la tradition de qualité du théâtre hollandais. Le second était plus artiste que le premier. Après lui, le théâtre néerlandais n'a produit plus rien de pareil pour de nombreuses années à venir.

### Les écrits spectatorials et le rationalisme
Au XVIIIe siècle, hors des sociétés poétiques, dont les membres travaillaient assidûment, la littérature ne se pratiquait que peu. Peu d'écrivains prenaient connaissance des nouvelles formes littéraires et écoles de pensée en France, en Grande-Bretagne et en Allemagne. 

#### La littérature «spectatoriale»

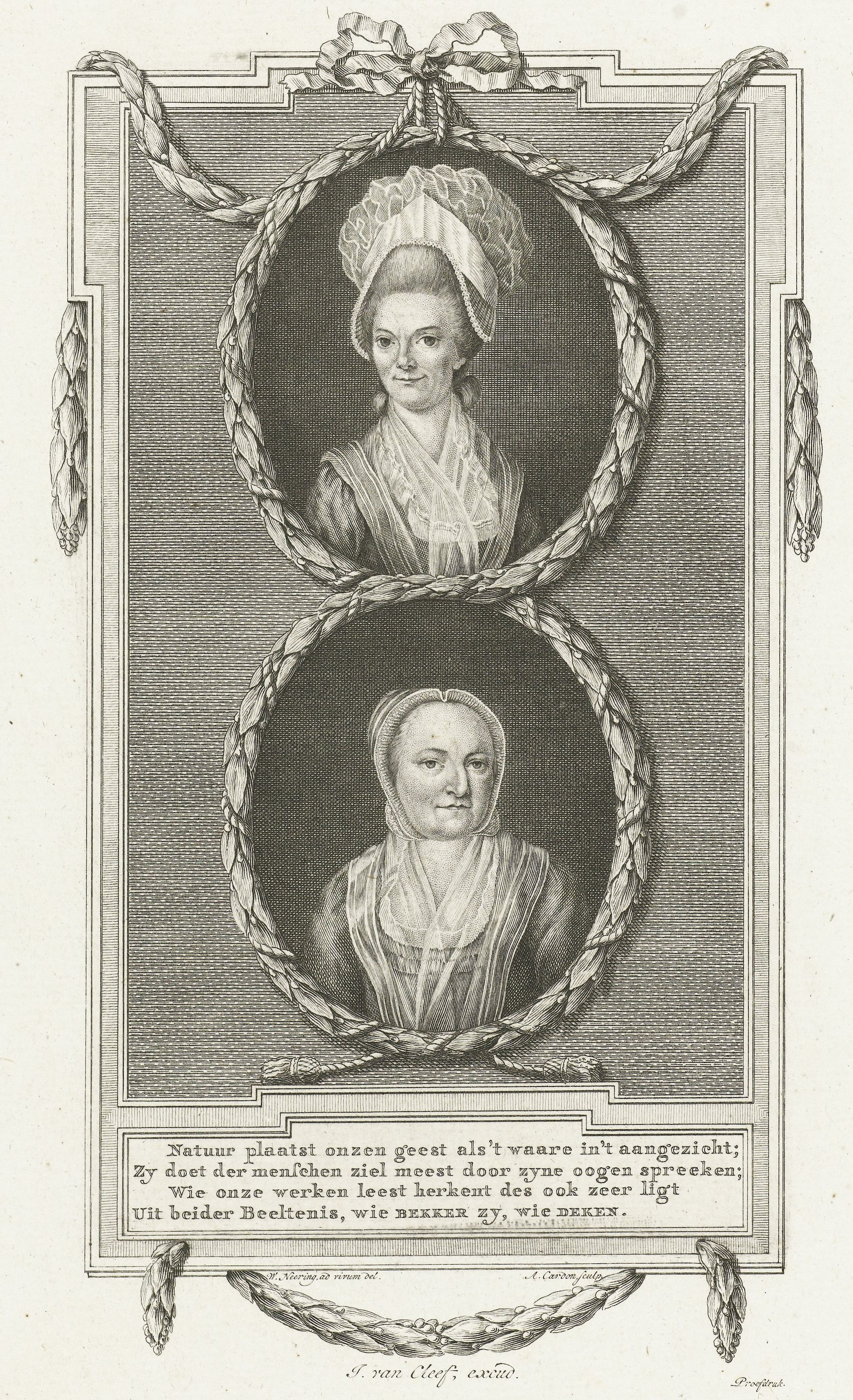
Double portrait des écrivaines Elizabeth Wolff et Agatha Deken, par A. Cardon, en 1784.

Au début du XVIIIe siècle, dans la République des Sept Pays-Bas-Unis, on se familiarisait avec la littérature anglaise. Ce sont surtout Pope, Defoe, Swift, Addison et Steele qui ont fait impression sur beaucoup de littérateurs. Justus van Effen est un de ceux qui ont marché sur leurs traces, et c'est lui aussi qui a introduit aux Pays-Bas septentrionaux un genre journalistique singulier, caractérisé par une vision lucide de la société, la morale et la religion. Son Hollandsche spectator (1731-1735) avait de nombreux imitateurs, y compris De algemeene spectator (1742-1746), De Philantrope (1756-1762), De Grijsaard (1767-1769), auquel a coopéré Betje Wolff, De Borger (1778-1779).

#### Le rationalisme
Tandis que la foi faiblissait, l'autorité de ce qui devait passer pour la raison augmentait. Ce qui était saisi par l'esprit humain devenait le fondement de la conception du monde (déisme). L'Anglais Locke et le Français Voltaire étaient les grands précurseurs des idées nouvelles. Au lieu des vertus religieuses, on allait louer celles, civiles, comme le sacrifice et la simplicité. La littérature spectatoriale était imprégnée des idées rationalistes.
De grands admirateurs de Voltaire étaient les frères Van Haren.
Willem van Haren (1710-1768) occupait le poste de représentant de la Frise au sein du Conseil d'État. Devant faire face à beaucoup d'adversité, il s'est finalement suicidé. De Gevallen van Friso (1741) est une épopée nationale et, en même temps, un miroir des princes. Une œuvre allégorique est Léonidas (1742). Dans l'ode Het menselijk Leven (1760), il survole la vie de l'homme et sa propre existence malheureuse.
La carrière de son frère, Onno Zwier van Haren (1713-1729) a été tout aussi désastreuse. Après un bon départ qu'il devait, comme son frère, en grande partie à sa fortune, il a dû se retirer à cause d'un scandale familial, se réorientant par la suite vers la poésie. C'est en appliquant les conceptions françaises de la tragédie qu'il a écrit Agon (1769), traitant d'abus en Inde. Son poème le plus célèbre, De geuzen (1776), une révision d’une œuvre antérieure, Aan het Vaderland, est une glorification de la révolte contre l'Espagne. Par Pietje, en Agnietje of de Doos van Pandora (1778), également une œuvre scénique à l'instar du théâtre français, il défend la position que seul un retour aux us et coutumes peut sauver la patrie d'une ère insignifiante. Un autre drame est Willem I (1779). 
Ces poètes étaient très admirés par leurs contemporains, ce qui semble pouvoir s’expliquer plus par leur patriotisme que par leur mérite littéraire. Ils étaient tellement francisés que le néerlandais de leurs premiers ouvrages a l'air assez maladroit.

## Les Pays-Bas méridionaux

### XVIIesiècle

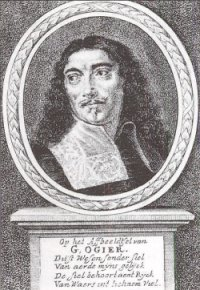
Portrait de Guilielmus Ogier, eau-forte de Gaspar Bouttats pour la publication des Seven hooft-sonden en 1682, d'après un tableau de Peeter Thys de 1660.

La pauvreté de la littérature, comparée à la riche floraison des autres arts, est frappante dans les Pays-Bas méridionaux. La domination étrangère et la vigilance de la Contre-Réforme n’ont aucunement favorisées la création artistique. Il y avait encore un assez grand nombre d'écrivains, mais peu de personnalités marquantes. Leur art a rarement été considéré comme plus que de l’art populaire.
Le poète de style Renaissance Justus de Harduwijn, dont les vers font la transition de la poésie d'amour profane à celle plus spirituelle, se rattache encore au siècle précédent.
La religion domine comme motif littéraire, sans doute sous l'influence de la Contre-Réforme. De nombreux prêtres et, en particulier, des jésuites, veulent promouvoir la foi catholique par leurs écrits polémiques et par la poésie. Beaucoup de recueils de chansons spirituelles du premier quart du XVIIe siècle se distinguent par l'écho retentissant de l'époque médiévale et des techniques des rhétoriciens. Une place à part est occupée par Richard Verstegen (vers 1550-1640) et Adrianus Poirters. Le premier est connu pour sa prose polémique contre les protestants, pour un recueil d'épigrammes et pour d'étranges portraits de caractère : Characteren oft scherpsinnighe Beschrijvinghe van de Proprietijten oft Eigendommen van verscheyden Personen (1619). Le second était un écrivain populaire, plein d’esprit, qui voulait édifier ses lecteurs.
Le drame est encore fréquemment pratiqué. Bien que les chambres de rhétorique aient été officiellement supprimées en 1584, certaines ont continué à travailler dans le silence. Après 1600, elles ont progressivement été reconstituées. Un exemple de la vie renouvelée de ces sociétés est le concours organisé par la chambre De Peoene à Malines en 1620. Le théâtre latin, introduit à l'école, prospérait également aux Pays-Bas espagnols. 
Les pièces du XVIIe siècle sont un méli-mélo de styles. Joan Ysermans (1590 - après 1631) et Sebastiaen Vranckx (1573-1647) ont écrit, entre autres, des pastorales. Joncker F.C. de Coninck (1606-1649) suivit Lope de Vega. Le notaire de Lierre Cornelis de Bie (1627- après 1711) a écrit des farces, des drames romantiques selon le modèle espagnol où il dépeigne abondamment toutes sortes d'atrocités. En outre, il composait des morceaux spirituels où la tradition médiévale est encore très présente, ce qui s'applique également aux jeux religieux du prémontré de Louvain Guilielmus Zeebots (1625-1690). Le théâtre comique est dominé par le Bruxellois Joan de Grieck (1628-1699) et par l'Anversois Guillielmus Ogier.
Guilliam van Nieuwelandt (1584-1635) se rapproche le plus des grands dramaturges des Pays-Bas septentrionaux. Ayant travaillé pour les chambres de rhétorique De Olijftak et De Violieren à Anvers, il a passé les dernières années de sa vie à Amsterdam. Ses tragédies, dont les sujets sont empruntés à l'histoire romaine et à la Bible (par exemple : Livia, Saül, Claudius Domitius Nero, Ægyptica, Sophonisba Aphricana), suivent les principes de Sénèque. Un personnage surprenant et exceptionnel, qui a subi à la fois l'influence des écrivains des Pays-Bas septentrionaux et celle du classicisme français, est Michel de Swaen de Dunkerque.

### XVIIIesiècle

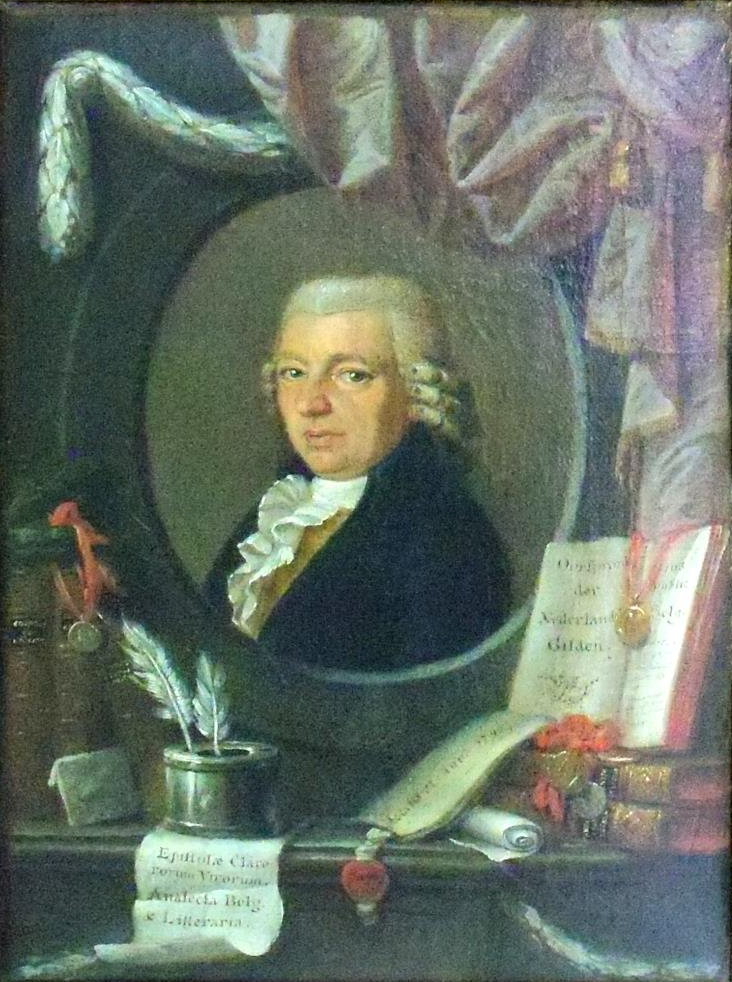
Portrait de Willem Verhoeven, par Henri Joseph Bernard van den Nieuwenhuysen.

Pendant l'occupation autrichienne, peu d'œuvres originales sont publiées. Cette époque en était une de réimpressions, avant tout de livres populaires aux sujets profanes et spirituels. Une marée de francisation prenait possession des Pays-Bas autrichiens. On observe, au cours de la seconde moitié du siècle, quelques signes d'une plus grande conscience flamande, indubitablement sous l'influence des idées des Lumières et du romantisme. Les auteurs les plus notables sont des défenseurs de la langue maternelle. Ainsi, Jan Des Roches (1740-1787), originaire de la République au nord, a publié une grammaire néerlandaise, Nederduytsche Spraek-Konst (1761). Ensuite, il y a les premiers flamingants : l'avocat Verlooy et le marchand Willem Verhoeven (1738-1809), qui a publié son Oordeelkundige Verhandeling op de noodzaekelijkheijd van het behouden der Nederduijtsche taele, en de noodige Hervormingen in de Schoolen (1780), une forte plaidoirie pour la langue maternelle (Verhoeven a aussi écrit une grande épopée ; le Belgiade ofte Mannus). 
La situation ne s'était point améliorée pendant l'occupation française. Ce n'étaient que les basses couches sociales qui s'intéressaient encore à la littérature néerlandaise. Les occupants français ont supprimé les chambres de rhétorique en 1796 ; sous l'Empire, au prix de nombreuses difficultés, elles ont pu reprendre leurs activités. D'intérêt sont les concours de poésie organisés par ces chambres. Ainsi, Jan Frans Willems, alors âgé de dix-neuf ans, a remporté un premier prix à Gand en 1812. Dans le genre spectatorial, Karel Broeckaert (1767-1826) a produit des œuvres de grand mérite : Dagelyks Nieuws van Vader Roeland (1792-1793) et le De Sysse-panne oft den estaminet der ouderlingen (1795-1798) : ils contiennent des idées rationalistes et libérales. Sa nouvelle de mœurs Jellen en Mietje (1811) est également séduisante.